# Aradus barberi
Aradus barberi är en insektsart som beskrevs av Nicholas A. Kormilev 1966. Aradus barberi ingår i släktet Aradus och familjen barkskinnbaggar. Inga underarter finns listade i Catalogue of Life.